# 7Б
„7Б“ е руска рок група. Наименованието ѝ идва от медицински код, обозначаващ степен на шизофрения.

## История
През 1997 г. певецът Иван Демян и басистът Андрей Просветов основават група „Религия“. Те стават лауреати на местни рок фестивали. През 2001 г. двамата събират и първия състав на 7Б.
За рожден ден на групата се счита 8 март 2001 г., когато музикантите започват работа по дебютния си албум. Заглавната песен „Молодые ветра“ се превръща в най-големия хит на 7Б. През 2004 г. излиза и вторият албум на групата – „Инопланетян“. През 2005 г. песента „VIVA!“ става химн на Олимпийските игри за екстремни спортове в Дуйсбург. Същата година е издаден и албума „Отражатель“. През 2007 г. групата издава следващия си албум „Моя любовь“, а следващата година излиза и юбилеен албум, посветен на 7-годишнината от създаването на 7Б. В края на 2011 г. записват Wind of change съвместно със Scorpions.
През 2012 г. са хедлайнери на фестивала „КИНО Сначала“. Освен това 7Б редовно участват на известни фестивали като „Нашествие“, „Максидром“, „Мегахаус“, „Эммаус“, „Воздух“.

## Дискография
- 2001 – „Молодые ветра“
- 2004 – „Инопланетен“
- 2005 – „Отражатель“
- 2007 – „Моя любовь“
- 2008 – „7 лет. Юбилейный“
- 2010 – „Олимпия“ (подарочное издание)
- 2014 – „Бессмертный“
- 2017 – „Солнцу решать“
- 2019 – „Атмосфера“